# Пол Пирс
Пол Пирс (енгл. Paul Pierce; Оукланд, САД, 13. октобар 1977) бивши је  амерички кошаркаш. Играо је на позицији крила.
На драфту 1998. одабрали су га Бостон селтикси као 10. пика. Надимак The Truth (Истина) добио је од Шакила О’Нила 2001. године.
Пирс је у комбинацији са Кевином Гарнетом и Рејем Аленом 2007. формирао „велику тројку“ која је довела Бостон до два финала НБА лиге и НБА шампионата 2008. године, у коме је Пирс проглашен за најкориснијег играча НБА финала.

## Успеси

### Клупски
- Бостон селтикси:
  - НБА (1): 2007/08.

### Појединачни
- Најкориснији играч НБА финала (1): 2007/08.
- НБА Ол-стар меч (10): 2002, 2003, 2004, 2005, 2006, 2008, 2009, 2010, 2011, 2012.
- Идеални тим НБА — друга постава (1): 2008/09.
- Идеални тим НБА — трећа постава (2): 2001/02, 2002/03, 2007/08.
- Победник НБА такмичења у брзом шутирању тројки (1): 2010.
- Идеални тим новајлија НБА — прва постава: 1998/99.